# Narnia (Band)
Narnia ist eine christliche Metal-Band aus Schweden. Der Name der Band geht auf das Werk Die Chroniken von Narnia von C. S. Lewis zurück.

## Geschichte
Christian Liljegren und Carl Johan Grimmark trafen sich im Jahr 1993 zum ersten Mal in ihrer Heimatstadt Jönköping in Südschweden. Liljegren arbeitete mit seiner Band „Modest Attraction“ gerade an deren erstem Album The Truth in Your Face, während Grimmark Gitarrist der Band „Sentinel“ war. Sie tauschten ihre Telefonnummern aus und blieben in Kontakt.
Kurz nachdem Grimmark 1996 Sentinel verlassen hatte, fragte Liljegren ihn, ob er an der Mitwirkung in einem Soloprojekt interessiert sei; Liljegren hatte nämlich eine Leidenschaft für Melodic Hardrock, einen Musikstil, der in seiner Band auf wenig Begeisterung stieß. Grimmark sagte zu.
Ein paar Monate später gewann Liljegren Grimmark als Ersatzmann für den auf der Deutschlandtour von Modest Attraction ausfallenden Gitarristen Stephan Mohlin. Als Mohlin die Band endgültig verließ, wurde Grimmark festes Bandmitglied. So fanden Liljegren und Grimmark Zeit, um ihr Projekt zu planen. Sie experimentierten mit Stücken anderer Bands und versuchten, sie so gut wie möglich zu spielen und zu variieren. Im September 1996 nahmen sie die Ergebnisse im Topz Recording Studio auf; Grimmark spielte die Instrumente und Liljegren sang. Die Aufnahmen dauerten mehrere Monate. Daran beteiligt waren auch mehrere Gastmusiker, darunter Jakob Persson, der später Bassist bei Narnia werden sollte.
Im Januar 1997 waren die Aufnahmen für  Narnias erstes Album Awakening fertiggestellt und abgemischt. Ihr damaliger Agent Magnus Söderkvist sorgte schließlich für einen Vertrag beim japanischen Label Pony Canyon. Im Mai gingen Liljegren und Grimmark auf ihre letzte Tour mit Modest Attraction. Dabei lernten sie Matthias Mittelstädt kennen, der zusammen mit seinem Bruder Rainer die auf christliche Bands spezialisierte Plattenfirma MCM betreibt. Mittelstädt bot sich als ihr Manager an, nachdem er sich ihr Album angehört hatte. Liljegren und Grimmark waren damit einverstanden und unterzeichneten den Vertrag. Andere Bands bei MCM sind z. B. Saviour Machine und Rob Rock.
Nach diesem Erfolg wollten Liljegren und Grimmark auch zu Live-Auftritten in der Lage sein. Darum vervollständigten sie die Band um Bassist, Keyboarder und Schlagzeuger.
Carl Johan Grimmark ist außerhalb der Band bei Saviour Machine sowohl als Studio- als auch als Live-Gitarrist aktiv, was durch das Ausscheiden von Jeff Clayton aus diesem Projekt veranlasst wurde. Seit 2004 spielt er als festes Mitglied der Band von Rob Rock.
Christian Liljegren war zwischenzeitlich mit der Urenkel-Tochter von Charlie Rivel – dem weltberühmten Clown – verheiratet und hat ihren Nachnamen angenommen. Seit 2004 singt er zusätzlich in der christlichen Power-Metal-Band Divinefire. Seit seiner Scheidung 2007 heißt er wieder Christian Liljegren.
Im Mai 2008 gab die Band bekannt, dass Liljegren als Sänger ausscheidet. Er möchte sich eine Auszeit gönnen und andere Projekte wahrnehmen. Als neuer Sänger stieg Germán Pascual ein. Mit Germán nahm die Band das Album Course of a Generation auf, das bei Massacre Records erschien.
Im April 2010 gab die Band ihre baldige Auflösung bekannt. Ihr letztes Konzert gab die Band am 3. Dezember 2010 auf der Christmas Rock Night in Ennepetal.
Im Januar 2014 gab die Band ihre Wiedervereinigung bekannt.
Nach der Neugründung erfolgte die Veröffentlichung des siebten Studioalbums Narnia, welches bei internationalen Fachmagazinen gute bis sehr gute Kritiken bekommen hat und aus dem bereits zwei Singles und zwei Videos veröffentlicht wurden. In der ehemaligen und nun wieder aktuellen Stammbesetzung, spielen Narnia in den nächsten Jahren Konzerte in der ganzen Welt. Den Auftakt dazu bilden einige Konzerte im heimischen Schweden (Jönköping, Stockholm, Västerås). 

## Diskografie

### Studioalben
- 1998: Awakening
- 1999: Long Live the King
- 2001: Desert Land
- 2003: The Great Fall
- 2006: Enter the Gate
- 2009: Course of a Generation
- 2016: Narnia
- 2019: From Darkness to Light
- 2023: Ghost Town

### Live-Alben / Kompilationen
- 2004: At Short Notice… Live in Germany (DVD)
- 2006: At Short Notice… Live in Germany (CD)
- 2007: Decade of Confession („Best of“ Doppelalbum)
- 2018: We Still Believe - Made in Brazil